# Czesław Wawrosz

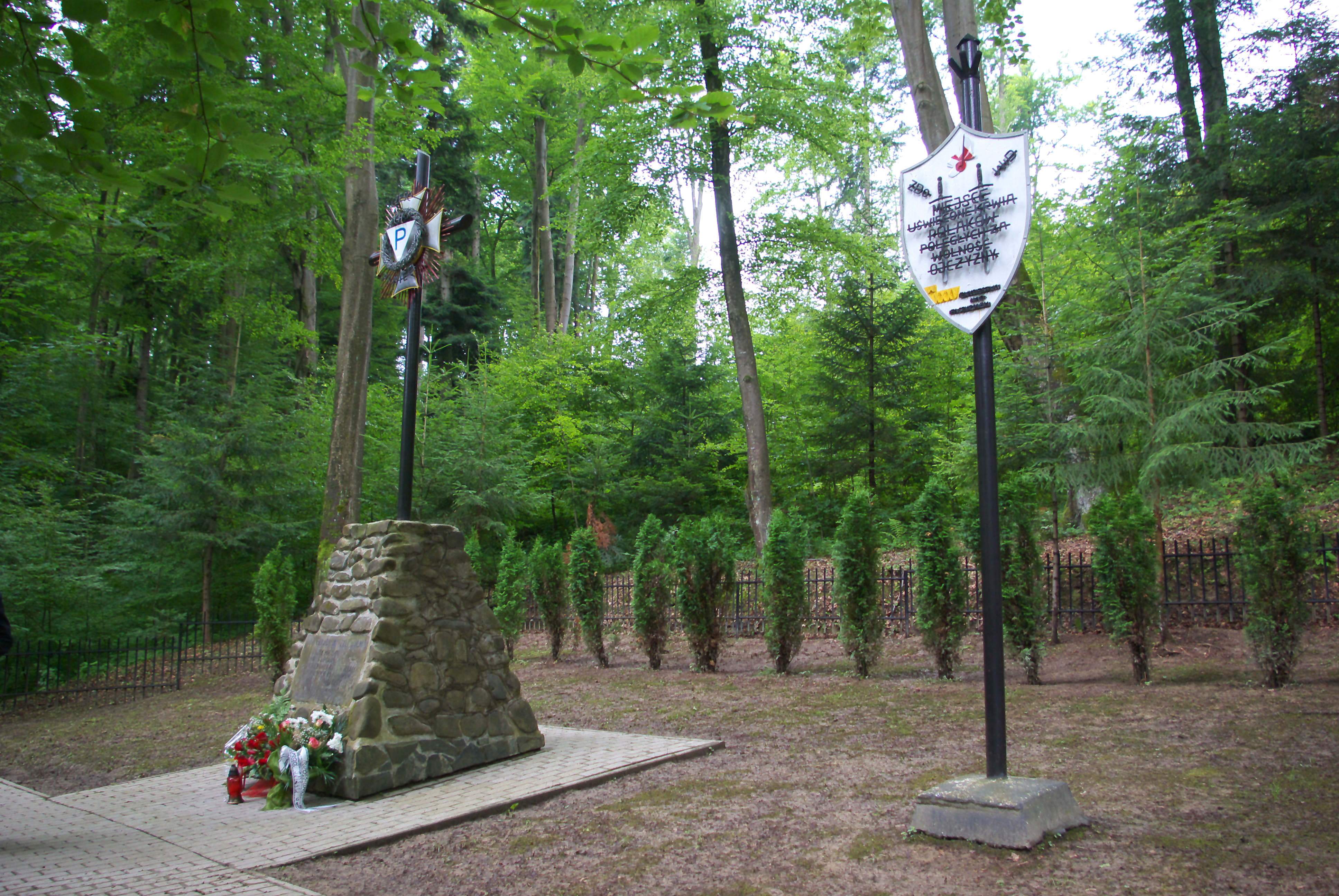
Pomnik u podnóża góry Gruszka

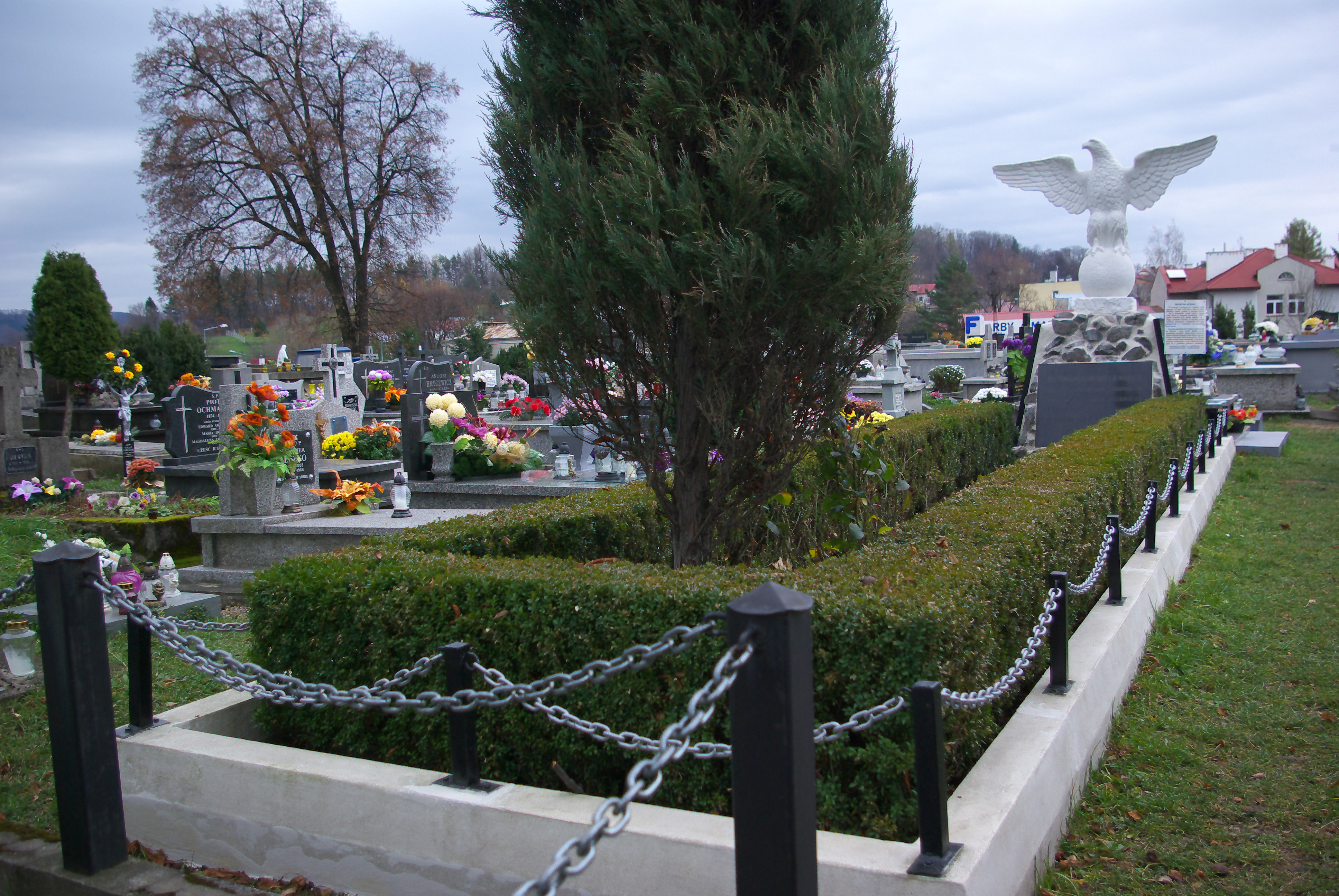
Mogiła zbiorowa i pomnik na Cmentarzu Centralnym w Sanoku

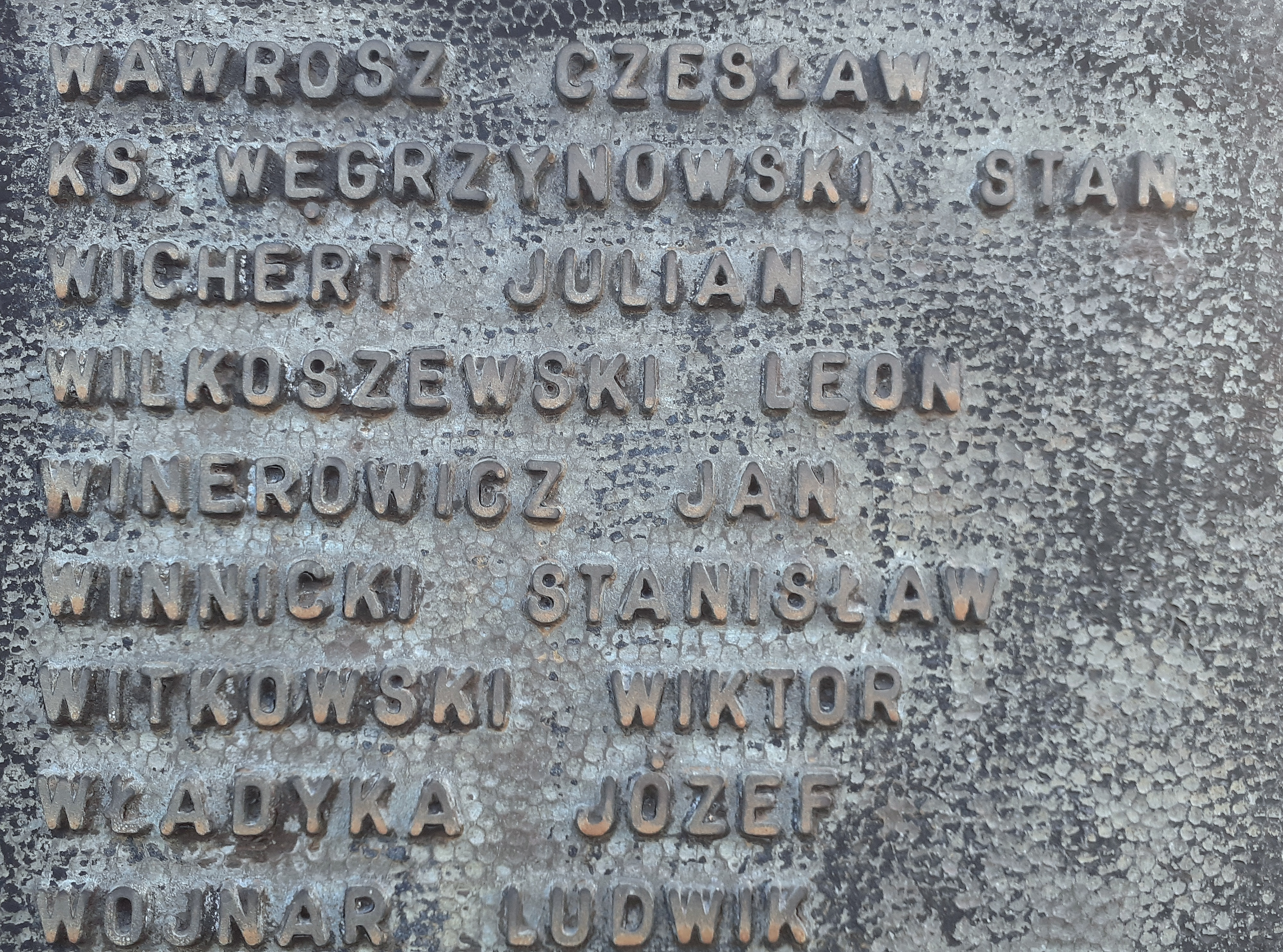
Upamiętnienie na Mauzoleum w Sanoku

Czesław Wawrosz (ur. 8 kwietnia 1895 w Jaworowie, zm. 6 lipca 1940 na górze Gruszka) – polski wojskowy, uczestnik czterech wojen, pozbawiony stopnia kapitana piechoty Wojska Polskiego i Orderu Virtuti Militari, ziemianin, przedsiębiorca, ofiara egzekucji na górze Gruszka.

## Życiorys
Urodził się 8 kwietnia 1895 w Jaworowie jako syn Rudolfa i Heleny z domu Soerger.
Podczas I wojny światowej służył w szeregach C.K. Armii. Został mianowany chorążym (kadetem) w rezerwie piechoty z dniem 1 maja 1915, a następnie zweryfikowany w stopniu chorążego w rezerwie piechoty z dniem 1 sierpnia 1915. Jesienią 1915 jako chorąży rezerwy 5 kompanii 10 pułku piechoty został wzięty do niewoli. Według informacji z początku stycznia 1918 był w niewoli rosyjskiej w Bobrowie (gubernia woroneska). W 1917, 1918 formalnie był przydzielony nadal do 10 pułku piechoty.
U kresu wojny od 1 listopada 1918 służył w Wojsku Polskim. Dekretem Naczelnego Wodza Wojsk Polskich z 7 maja 1919 jako były żołnierz armii austro-węgierskiej został przyjęty do Wojska Polskiego z zatwierdzeniem posiadanego stopnia podporucznika ze starszeństwem od 1 sierpnia 1916 i z zaliczeniem do I Rezerwy Armii, z jednoczesnym powołaniem do służby czynnej na czas wojny aż do demobilizacji. Następczym rozkazem Ministra Spraw Wewnętrznych otrzymał przydział do 10 pułku piechoty z dniem 28 lutego 1919. Brał udział w wojnie polsko-ukraińskiej 1918–1919 i wojnie polsko-bolszewickiej 1919–1920 w szeregach 37 pułku piechoty w stopniu porucznika. W czerwcu 1920 dowodzona przez niego 9 kompania III batalionu (kierowanego przez kpt. Mieczysława Jusa) rozbiła siły nieprzyjaciela pod Wielkim Stachowem. Za swoje czyny wojenne Wawrosz w 1921 otrzymał Order Virtuti Militari (nr 3685). W Wojsku Polskim służył czynnie do 13 września 1921 na rozkaz generała Malczewskiego. Następnie był porucznikiem rezerwy. 8 stycznia 1924 został zatwierdzony w stopniu kapitana ze starszeństwem z dniem 1 czerwca 1919 i 1665. lokatą w korpusie oficerów rezerwy piechoty. W 1923 był przydzielony jako oficer rezerwowy do 38 pułku piechoty Strzelców Lwowskich w garnizonie Przemyśl. W grudniu 1924 jako oficer rezerwowy został powołany do służby czynnej w 78 pułku piechoty w garnizonie Baranowicze. 4 marca 1928 prezydent RP przemianował go z dniem 1 stycznia 1928 na oficera zawodowego w korpusie oficerów piechoty, w stopniu kapitana ze starszeństwem z dnia 1 grudnia 1924 i 3. lokatą.
W latach 20. wraz z Antonim Kozłowskim prowadził restaurację, zlokalizowaną na rynku w Lesku. Jako oficer rezerwy w pierwszej połowie lat 20. zamieszkiwał w Myczkowie i był dzierżawcą dóbr. W tychże latach jego matka, Helena Soerger wydzierżawiła obszar swojego majątku w Myczkowie porucznikowi rezerwy Tadeuszowi Jakubowskiemu. Z powodu powtarzających się kłótni i negatywnego zachowania dzierżawcy wobec wydzierżawiającej i miejscowych osób, umowa dzierżawy została rozwiązana. Następnie dobra ziemskie o powierzchni 400 morgów odkupił od matki Czesław Wawrosz. Pomimo wezwań właściciela, T. Jakubowski pozostawał w majątku. 14 października 1929 ponownie miał odmówić opuszczenia majątku, a ponadto w obecności przybyłego wójta miał znieważyć Czesława Wawrosza. W odpowiedzi na to Wawrosz zastrzelił Jakubowskiego z broni palnej. W czasie zdarzenia Czesław Wawrosz pozostawał oficerem 78 pułku piechoty.
W myśl art. 453 k. k. został oskarżony o morderstwo Tadeusza Jakubowskiego. Rozprawa przed Wojskowym Sądem Okręgowym w Przemyślu toczyła się od 27 października 1930. Jako świadkowie zeznawali przed sądem sędzia Buczacki z Leska (będący wcześniej arbitrem w sądzie polubownym między Wawroszem a Jakubowskim), który potwierdził zamiar zabitego porucznika pozostania przy dzierżawie oraz kpt. taborów Alfred Tatarka, który był jednym z sekundantów w sprawie obu skonfliktowanych oficerów i potwierdził obawy Jakubowskiego w związku z faktem  noszenia przy sobie rewolweru przez Wawrosza. Podczas rozprawy został odczytany list adwokata Seinfelda ze Stanisławowa, według którego podczas wojny w 1919 Wawrosz jako porucznik 37 pułku piechoty miał zmuszać sklepikarza Pinkasa Klara z Chryplina do oddania gotówki i wykopania grobu, skazać go na 25 plag oraz na karę śmierci; zaś po imitowanym akcie rozstrzelania ślepymi nabojami (uprzednio zmuszono ofiarę do wykopania sobie grobu) przez 14 żołnierzy skazany wykupił się kwotą 8 tys. koron, które Wawrosz miał zabrać od niego jako pożyczka wojenna. W odpowiedzi na te zarzuty, podniesione podczas procesu w 1930, zaskoczony nimi Wawrosz oświadczył przed sądem, że sprawa ta została już wcześniej zbadana przez sąd wojskowy i został on uwolniony od zarzutów. Po czterodniowej rozprawie w dniu 3 listopada 1930 o godz. 22 WSO w Przemyślu wydał wyrok, w myśl którego Czesław Wawrosz został uznany winnym popełnienia zabójstwa umyślnego, spowodowanego ciężką zniewagą ze strony poszkodowanego Tadeusza Jakubowskiego, i skazany na karę jednego roku i dwóch miesięcy więzienia zastępującego dom poprawy, pozbawienie stopnia oficerskiego i wydalenie z korpusu oficerskiego. Do wymiary kary zaliczono skazanemu 12 miesięcy aresztu śledczego, biegnącego od 15 października 1929. Po wydaniu wyroku Wawrosz zastrzegł sobie trzy dni do namysłu.
20 lutego 1931 szef Biura Personalnego MSWojsk., płk dypl. Bohdan Hulewicz zarządził, w imieniu ministra spraw wojskowych, bezzwłoczne zwolnienie kapitana Wawrosza ze służby czynnej i przez właściwą powiatową komendę uzupełnień z obowiązku wojskowego oraz skreślenie go z list oficerskich.
Czesław Wawrosz był właścicielem dworu w Myczkowie do 1940. W tym czasie stworzył tam pensjonat „Dwór na Bercu” stanowiący ośrodek wczasowy i sanatorium, pierwszy tego rodzaju ośrodek w Bieszczadach, a ponadto infrastrukturę dla letników (korty tenisowe, zaporę wodną, ścieżki rekreacyjne). Poza tym dzierżawił pensjonat w Żukowie i był właścicielem restauracji w Krakowie. W latach 30. był członkiem sanockiego koła Polskiego Towarzystwa Tatrzańskiego, w ramach którego zasiadał w zarządzie i działał w komisji letniskowo-gospodarczej.
Po wybuchu II wojny światowej w 1939 i kampanii wrześniowej zaangażował się w działalność konspiracyjną. Został organizatorem transgranicznej siatki przerzutowej żołnierzy Wojska Polskiego. Wskutek prowadzonego przez Niemców śledztwa i dokonanej prowokacji organizator trasy kurierskiej Józef Rec dokonał nieświadomie dekonspiracji, wskutek czego Wawrosz został aresztowany przez Gestapo w Huzelach i 18 marca 1940 o godz. 17:20 osadzony w więzieniu w Sanoku. W dniu 5 lipca 1940 wyrokiem niemieckiego sądu specjalnego (Sondergericht) w siedzibie przy sanockim więzieniu został skazany na karę śmierci. Nad ranem 6 lipca 1940 wraz z grupą więźniów został wywieziony z Sanoka i rozstrzelany w lesie na stoku góry Gruszka nieopodal Tarnawy Dolnej. Egzekucję wykonał 45 Batalion Policyjny stacjonujący w Rzeszowie.
Dwór Czesława Wawrosza w Myczkowie uległ zniszczeniu podczas II wojny światowej.

## Upamiętnienie
Po wojnie w 1947 szczątki ofiar egzekucji na Gruszce zostały ekshumowane i złożone w mogile zbiorowej na cmentarzu przy ul. Rymanowskiej w Sanoku. W jej miejscu powstał pomnik, na którym umieszczono tablicę z inskrypcją: Męczennikom za wolność i demokrację. Mogiła zbiorowa Polaków zamordowanych bestialsko przez zbirów hitlerowskich w czasie okupacji powiatu sanockiego od września 1939 r. do czerwca 1944 r. Cześć waszej pamięci., na którego postumencie znajduje się rzeźba Sokoła autorstwa Stanisława Jana Piątkiewicza, w 2013 przy pomniku umieszczono dwie tablice z listą zamordowanych na górze Gruszka (wśród 112 wymienionych ofiar został podany Czesław Wawrosz). U podnóża wzniesienia Gruszka znajduje się zbiorowa mogiła ofiar egzekucji w formie ziemnego kurhanu, na którym w 1961 ustanowiono upamiętniający zbrodnię obelisk. W 1962 Czesław Wawrosz został upamiętniony wśród innych osób wymienionych na jednej z tablic Mauzoleum Ofiar II Wojny Światowej na obecnym Cmentarzu Centralnym w Sanoku.
W ramach obchodów 75. rocznicy egzekucji na Gruszce podczas sesji popularnonaukowej, zorganizowanej przez Muzeum Historyczne w Sanoku w dniu 23 czerwca 2015 Stanisław Drozd z Muzeum Kultury Bojków w Myczkowie wygłosił referat pt. Czesław Wawrosz – zapomniany bohater.